# 谢尔盖·布连科夫
谢尔盖·彼得罗维奇·布连科夫（俄语：Сергей Петрович Буренков，1923年7月20日—2004年4月8日）苏联政治人物，曾担任卫生部长。

## 生平
1923年7月20日出生于列宁格勒。1941年进入红军医学院，历任实习生，部门负责人，主任医生。1963年任苏共列宁格勒謝斯特羅列茨克区委第一书记。从1966年至1971年担任列宁格勒市卫生局局长。
1980年至1986年担任卫生部长。1986年12月退休。
2004年在莫斯科逝世，被安葬在特罗耶库罗夫公墓。

## 荣誉
- 俄罗斯苏维埃联邦社会主义共和国功勋医生（1973年）[4]
- 列宁勋章
- 十月革命勋章
- 一级卫国战争勋章
- 劳动红旗勋章
- 荣誉勋章
- 勇敢奖章（1943年2月12日）[5]
- 友谊勋章（捷克斯洛伐克，1983年6月29日）[6]